# Full Circle (album de Creed)
Pour les articles homonymes, voir Full Circle.
Albums de Creed
Weathered
(2001)
Singles
1. Overcome
Sortie : 25 août, 2009
2. Rain
Sortie : 6 octobre, 2009
3. A Thousand Faces
Sortie : 11 janvier, 2010

Full Circle est le quatrième album du groupe Creed sorti le 27 octobre 2009.

## Liste des chansons
| No  | Titre             | Durée |
| --- | ----------------- | ----- |
| 1.  | Overcome          | 3:47  |
| 2.  | Bread of Shame    | 3:56  |
| 3.  | A Thousand Faces  | 4:54  |
| 4.  | Suddenly          | 3:31  |
| 5.  | Rain              | 3:27  |
| 6.  | Away in Silence   | 4:40  |
| 7.  | Fear              | 4:05  |
| 8.  | On My Sleeve      | 4:14  |
| 9.  | Full Circle       | 4:08  |
| 10. | Time              | 5:55  |
| 11. | Good Fight        | 3:55  |
| 12. | The Song You Sing | 4:08  |